# Lijst van rijksmonumenten in Bergen (Limburg)
De Nederlandse gemeente Bergen telt 28 inschrijvingen in het rijksmonumentenregister, hieronder een overzicht. Zie ook de gemeentelijke monumenten in Bergen.

## Afferden
De plaats Afferden telt 5 inschrijvingen in het rijksmonumentenregister. 
| Object                                                      | Oorspronkelijke functie?  | Bouwjaar                                        | Architect     | Locatie                      | Coördinaten?                | Nr.?   | Afbeelding        |
| ----------------------------------------------------------- | ------------------------- | ----------------------------------------------- | ------------- | ---------------------------- | --------------------------- | ------ | ----------------- |
| Mariakapel                                                  | Kapel                     | 1909 (ingebruikname)                            |               | Kapelstraat bij 5            | 51° 38' 5" NB, 6° 0' 43" OL | 526163 | Meer afbeeldingen |
| Cosmas en Damianuskerk, toren en kerkonderdelen             | Kerk en kerkonderdeel     | 1958 13e eeuw (zerken en grafkruisen)           | J.H.J. Kayser | Monseigneur Frederiksplein 4 | 51° 38' 3" NB, 6° 0' 33" OL | 9022   | Meer afbeeldingen |
| OLV van Smarten                                             | Kapel                     | 1909 (ingebruikname) 1606 (achter kleine kapel) |               | Langstraat 1                 | 51° 38' 4" NB, 6° 0' 45" OL | 9023   | Meer afbeeldingen |
| Nooit Gedacht                                               | Industrie- en poldermolen | 1958                                            |               | Rimpelt 20                   | 51° 38' 2" NB, 6° 1' 50" OL | 9024   | Meer afbeeldingen |
| Overblijfselen van het in 1944 verwoeste Kasteel Bleyenbeek | Kasteel, buitenplaats     | 16e-17e eeuw                                    |               | Bleyenbeek                   | 51° 38' 5" NB, 6° 3' 5" OL  | 529986 | Meer afbeeldingen |
| Kasteel Bleijenbeek - Historische tuin- en parkaanleg       | Kasteel, buitenplaats     | 16e-17e eeuw                                    |               | Bleyenbeek                   | 51° 38' 5" NB, 6° 3' 5" OL  | 529987 | Meer afbeeldingen |

## Bergen
De plaats Bergen telt 5 inschrijvingen in het rijksmonumentenregister. 
| Object | Oorspronkelijke functie? | Bouwjaar | Architect | Locatie         | Coördinaten?                 | Nr.?  | Afbeelding |
| --- | ------------------------ | -------- | --------- | --------------- | ---------------------------- | ----- | --- |
| Groot bakstenen huis, onder een zadeldak tussen topgevels met vlechtingen. Ingang met bovenlicht in pilasteromlijsting. Door kettingen met elkaar verbonden stoeppalen | Woonhuis                 | 19e eeuw |           | Maasstraat 2    | 51° 35' 59" NB, 6° 1' 57" OL | 18273 | Groot bakstenen huis, onder een zadeldak tussen topgevels met vlechtingen. Ingang met bovenlicht in pilasteromlijsting. Door kettingen met elkaar verbonden stoeppalen |
| Romaanse kerktoren, beneden van ijzeroersteen, hoger van mergel en met een buitengeleding met lisenen en rondboogfries, na zware oorlogsschade in 1944 gerestaureerd   | Kerk en kerkonderdeel    | 13e eeuw |           | Oude Kerkstraat | 51° 36' 2" NB, 6° 1' 54" OL  | 9020  | Meer afbeeldingen |
| Boerderij onder een wolfdak evenwijdig aan de straat; gepleisterd | Boerderij                | 19e eeuw |           | Aijen 19        | 51° 35' 9" NB, 6° 2' 40" OL  | 9027  | Boerderij onder een wolfdak evenwijdig aan de straat; gepleisterd |
| Boerderij onder een wolfdak evenwijdig met de straat | Boerderij                | 19e eeuw |           | Aijen 21        | 51° 35' 9" NB, 6° 2' 43" OL  | 9028  | Boerderij onder een wolfdak evenwijdig met de straat |
| St. Antoniuskapel | Kapel                    | 17e eeuw |           | Aijen 38        | 51° 35' 7" NB, 6° 2' 40" OL  | 9029  | Meer afbeeldingen |

## Heukelom
De plaats Heukelom telt 1 inschrijving in het rijksmonumentenregister.
| Object            | Oorspronkelijke functie? | Bouwjaar                              | Architect | Locatie | Coördinaten?                | Nr.? | Afbeelding        |
| ----------------- | ------------------------ | ------------------------------------- | --------- | ------- | --------------------------- | ---- | ----------------- |
| St. Antoniuskapel | Kapel                    | 17e eeuw, doch sterk verbouwd in 1859 |           | Nr 26   | 51° 37' 3" NB, 6° 1' 50" OL | 9030 | St. Antoniuskapel |

## Well
De plaats Well telt 14 inschrijvingen in het rijksmonumentenregister. Zie Lijst van rijksmonumenten in Well (Limburg) voor een overzicht.

## Wellerlooi
De plaats Wellerlooi telt 3 inschrijvingen in het rijksmonumentenregister.
| Object                                                                                 | Oorspronkelijke functie? | Bouwjaar               | Architect | Locatie      | Coördinaten?                  | Nr.?  | Afbeelding        |
| -------------------------------------------------------------------------------------- | ------------------------ | ---------------------- | --------- | ------------ | ----------------------------- | ----- | ----------------- |
| Terrein waarin een grafheuvel                                                          | Archeologisch monument   | vermoedelijk IJzertijd |           |              | 51° 31' 24" NB, 6° 10' 18" OL | 45084 | Meer afbeeldingen |
| Terrein waarin de overblijfselen van het kasteel "De Stalbergh"                        | Archeologisch monument   | 15e eeuw               |           |              | 51° 30' 58" NB, 6° 9' 19" OL  | 45085 | Upload foto       |
| Heiligenbeeldhuisje met gecementeerde muren en leien dak met het jaartal 1663 in ijzer | Vanwege onderdelen kerk  | 1663                   |           | Op de Hamert | 51° 30' 26" NB, 6° 10' 10" OL | 9021  | Meer afbeeldingen |

Beek ·
Beekdaelen ·
Beesel ·
Bergen ·
Brunssum ·
Echt-Susteren ·
Eijsden-Margraten ·
Gennep ·
Gulpen-Wittem ·
Heerlen ·
Horst aan de Maas ·
Kerkrade ·
Landgraaf ·
Leudal ·
Maasgouw ·
Maastricht ·
Meerssen ·
Mook en Middelaar ·
Nederweert ·
Peel en Maas ·
Roerdalen ·
Roermond ·
Simpelveld ·
Sittard-Geleen ·
Stein ·
Vaals ·
Valkenburg aan de Geul ·
Venlo ·
Venray ·
Voerendaal ·
Weert